# Rose Leke
Rose Gana Fomban Leke (Kumbo, 13 de febrero de 1947) es una malarióloga y profesora emérita de inmunología y parasitología camerunesa. Es miembro del Comité Asesor sobre Políticas contra la Malaria de la Organización Mundial de la Salud (OMS) y del Comité de Emergencia para la erradicación de la poliomielitis del Reglamento Sanitario Internacional. En 2024, fue galardonada con el Premio L'Oréal-UNESCO a Mujeres en Ciencia.

## Trayectoria
Leke sufrió malaria en varias ocasiones durante su infancia en repetidas ocasiones. Cuando tenía seis años se interesó por primera vez en la medicina debido al tratamiento que recibió al padecer un absceso pulmonar. En 1966, llevó a cabo sus estudios universitarios en el Saint Mary-of-the-Woods College, en Indiana (Estados Unidos). Además, estudió en la Universidad de Illinois en Urbana-Champaign donde realizó su maestría en el laboratorio de David Silverman. Posteriormente, en 1975, se doctoró en la Universidad de Montreal, en Canadá, con la tesis titulada Murine plasmodia: chronic, virulent and self-limiting infections (Plasmodios murinos: infecciones crónicas, virulentas y autolimitadas).
Sus investigaciones se centraron en la malaria asociada al embarazo, una condición en la que incluso las mujeres que han desarrollado inmunidad contra las formas más graves de la enfermedad pueden verse afectadas por una variante potencialmente mortal, con consecuencias para la salud del bebé. Estableció una colaboración con la bióloga Diana Taylor en la Universidad de Hawái en Mānoa para investigar esta condición. Juntas publicaron un estudio en 2018 que indicaba que un mayor número de parásitos durante la malaria asociada al embarazo podía, en realidad, conferir una mejor protección al bebé contra futuras infecciones de malaria. Además, el estudio sugería que una infección menos grave asociada al embarazo podría predisponer al bebé a una mayor incidencia de la enfermedad.
En 1997, Leke asumió la presidencia de la Federación de Sociedades Inmunológicas Africanas, cargo que ocupó hasta 2001. Al año siguiente, en 1998, se unió al consejo de la Unión Internacional de Sociedades Inmunológicas, donde desempeñó funciones hasta 2004.  Un par de años antes, en 2002, fue nombrada presidenta del Consejo de Administración del Instituto Nacional de Investigación Médica de Camerún mediante un decreto presidencial. A lo largo de su carrera, Leke ha desempeñado varios roles en la Universidad de Yaundé, donde fue jefa del Departamento de Medicina y directora del Centro de Biotecnología hasta su retiro en 2013.
En 2015, fue elegida miembro honorífico internacional de la Sociedad Estadounidense de Medicina Tropical e Higiene. Además, fundó el Instituto Superior de Crecimiento en Investigación Sanitaria para el Consorcio de Mujeres, con el objetivo de asesorar y apoyar a mujeres científicas en Camerún.
Fundadora de la Coalición de Camerún contra la Malaria.

## Reconocimientos
En 2011, la organización Unión Africana concedió a Rose Gana Fomban Leke el Premio Científico Kwame Nkrumah para Mujeres, un galardón continental que celebra los logros científicos de investigadoras africanas y busca promover la igualdad de género en la ciencia. En 2018, fue distinguida como Heroína de la Salud por la organización Women in Global Health y la rama de salud de la empresa General Electric, GE Healthcare, durante la Asamblea Mundial de la Salud en Ginebra, un reconocimiento que pone en valor su contribución al fortalecimiento del sistema sanitario global desde una perspectiva de género.
Al año siguiente, en 2019, el Consejo Médico de Camerún le concedió el título ceremonial de Reina Madre de la Comunidad Médica de Camerún, un reconocimiento que refleja su influencia y liderazgo dentro del ámbito médico en su país. En 2023, recibió el Premio Virchow, que otorga la Fundación Virchow en reconocimiento a su investigación innovadora sobre enfermedades infecciosas y su compromiso con la lucha contra la malaria y la igualdad de género. Finalmente, en 2024, fue galardonada con el Premio L'Oréal-UNESCO a Mujeres en Ciencia, un premio internacional que anualmente reconoce y visibiliza las contribuciones excepcionales de mujeres al progreso científico.